# Реки Казахстана

Водохозяйственные бассейны Республики Казахстан

В Казахстане 85 022 реки; из них 84 694 длиной до 100 км, 305 — до 500 км, 23 — длиной свыше 500—1000 км. Число рек с длиной более 10 км составляет 8 000. Наибольшей густотой речной сети (0,4—1,8 км/км²) отличаются высокогорные районы Алтая, хр. Жетысу и Иле Алатау. Наименьшая густота речной сети отмечается в районах песчаных пустынь Приаралья и Прикаспия (менее 0,03 км/км²). В Казахстане насчитывается около 7000 рек, длина которых превышает 10-километровую отметку.  Большая часть рек в Казахстане принадлежит к внутренним замкнутым бассейнам Каспийского и Аральского морей, озёр Балхаш и Тенгиз, и только Иртыш, Ишим, Тобол относятся к бассейну Северного Ледовитого океана, донося свои воды до Карского моря.
Территорию Казахстана обычно разделяют на восемь водохозяйственных бассейнов:
Арало-Сырдарьинский водохозяйственный бассейн, Балхаш-Алакольский водохозяйственный бассейн, Иртышский водохозяйственный бассейн, Урало-Каспийский водохозяйственный бассейн, Ишимский водохозяйственный бассейн, Нура-Сарысуский водохозяйственный бассейн, Шу-Таласский водохозяйственный бассейн и Тобол-Тургайский водохозяйственный бассейн.

## Крупнейшие реки Казахстана
По территории Казахстана протекает шесть рек с расходом воды от 100 м³/с до 1000 м³/с, семь с расходом от 50 м³/с до 100 м³/с и 40 — от 5 м³/с до 50 м³/с.
Список крупнейших рек Казахстана больше 100 км длиной. 

### Длина рек более 1000 км
| Река     | общая протяжённость | по территории Казахстана |
| -------- | ------------------- | ------------------------ |
| Иртыш    | 4 254км             | 1 700 км                 |
| Ишим     | 2 450 км            | 1 400 км                 |
| Урал     | 2 428 км            | 1 082 км                 |
| Сырдарья | 2 219 км            | 1 400 км                 |
| Тобол    | 1 591 км            | 800 км                   |
| Или      | 1 439 км            | 815 км                   |
| Чу       | 1 186 км            | 800 км                   |

### Длина рек от 500 км до 1000 км
| Река          | общая протяжённость | по территории Казахстана |
| ------------- | ------------------- | ------------------------ |
| Нура          | 978 км              | 978 км                   |
| Тургай        | 825 км              | 825 км                   |
| Уил           | 800 км              | 800 км                   |
| Сарысу        | 800 км              | 800 км                   |
| Эмба          | 712 км              | 712 км                   |
| Талас         | 662 км              | 453 км                   |
| Большой Узень | 650 км              | 260 км                   |
| Малый Узень   | 638 км              | 395 км                   |
| Илек          | 623 км              | 623 км                   |
| Иргиз         | 593 км              | 593 км                   |
| Сагиз         | 511 км              | 511 км                   |
| Шидерты       | 502 км              | 502 км                   |

### Длина рек от 200 км до 500 км
не полный список
| Река       | общая протяжённость | по территории Казахстана | Устье                                |
| ---------- | ------------------- | ------------------------ | ------------------------------------ |
| Аягуз      | 492 км              | 492 км                   | Балхаш                               |
| Чарын      | 427 км              | 427 км                   | Или                                  |
| Каратал    | 390 км              | 390 км                   | Балхаш                               |
| Арыс       | 378 км              | 378 км                   | Сырдарья                             |
| Убаган     | 376 км              | 376 км                   | Тобол                                |
| Бухтарма   | 336 км              | 336 км                   | Иртыш                                |
| Терисаккан | 334 км              | 334 км                   | Ишим                                 |
| Аксу       | 316 км              | 316 км                   | Балхаш                               |
| Курчум     | 280 км              | 280 км                   | Иртыш                                |
| Уба        | 278 км              | 278 км                   | Иртыш                                |
| Асы        | 253 км              | 253 км                   | пески Муюнкум (к западу от р. Талас) |
| Колутон    | 200-240 км          | 200-240 км               | Ишим                                 |

## Карагандинская область
11 рек имеют протяжённость свыше 100 км. Улы-Жыланшык – 422, Куланотпес – 364, Калмаккырган – 325, Туындык – 303, Токрау – 298, Жарлы – 193, Талды – 129.

## Костанайская область
На территории области насчитывается около 310 водотоков длиной более 10 км, и более половины из них представляют временные водотоки протяжённостью до 20 км. Рек длиной свыше 100 км — 21, а свыше 500 км — две (Тобол, Тургай).

## Павлодарская область
130 временных водотоков и малых рек. Крупными являются реки Шидерты, Оленты (Оленти), Селеты, Ащису, Тундык, Карасу.

## Северо-Казахстанская область
Крупные реки: Акканбурлык — 176 км, Иманбурлык — 177 км.

## Туркестанская область
В области находятся 122 реки.